# 굿 와이프 (2016년 드라마)
《굿 와이프》는 2016년 7월 8일부터 2016년 8월 27일까지 방영된 tvN 금토 드라마이다.

## 등장 인물

### 주요 인물
- 전도연 : 김혜경 역 - 로펌 MJ 신입 변호사
- 유지태 : 이태준 역 - 검사, 김혜경의 남편
- 윤계상 : 서중원 역 - 로펌 MJ 대표

### 로펌 MJ
- 김서형 : 서명희 역 - 로펌 공동 대표, 서중원의 누나
- 나나 : 김단 역 - 로펌 조사원
- 이원근 : 이준호 역 - 신입 변호사
- 차순배 : 데이비드 리 역 - 이혼법 전문가

### 이태준의 주변 인물
- 김태우 : 최상일 역 - 세양지검 차장검사
- 전석호 : 박도섭 역 - 세양지검 검사, 이태준의 후배
- 태인호 : 오주환 역 - 이태준의 변호사

### 김혜경의 가족
- 성유빈 : 이지훈 역 - 아들
- 박시은 : 이서연 역 - 딸

### 그 외
- 최병모 : 이종인 역 - 이태준 사건의 담당 판사, 김인영 사건의 담당 판사
- 윤주상 : 서재문 역 - 서명희·서중원의 아버지, 서류상 로펌 MJ 대표
- 레이 양 : 엠버 역 - 이태준의 성상납 스캔들 상대녀
- 배해선 : 심은숙 역 - 최상일의 아내
- 고준 : 조국현 역 - 도강개발 대표, 이태준 뇌물수수 관련 인물
- 한갑수 : 강석범 역 - 조국현의 운전기사, 과거 이태준과 김혜경의 관련된 인물
- 박아인 : 이연주 역 - 부동산 알박기측 변호사
- 오연아 : 이수연 역 - 존엄사 관련 피고측 변호사
- 유재명 : 손동욱 역 - 제약 관련 소송 제약사측 변호사
- 공상아 : 김인영 역 - 박동현(남편) 살인사건 피의자
- 정지호 : 김혜경네 집 압수수색영장 집행하려 온 검사 역
- 송하림 : 박동현 살인사건 증인 역 - 아파트 경비원
- 이영실 : 아파트 청소부 아줌마 역
- 나다운
- 송유현 : 박동현의 내연녀 역
- 금서연 : 세비 역 - 김인영의 딸
- 채동현 : 장대석 역 - 무일그룹측 변호사
- 엄현경 : 이은주 역 - 강간사건 피해자
- 김기무 : 김상만 역 - 이은주와 동행한 인물
- 정동현 : 정한욱 역 - 재벌3세, 이은주 강간사건 피의자
- 이봉규 : 시사 라이브 정치평론가 역
- 안혜경 : 시사 라이브 진행자 역
- 윤인조 : 유흥업소 마담 역
- 나수윤 : 검찰청 김단의 친구 역
- 강희
- 성기윤 : 판사 역 - 이은주 강간사건의 담당 판사
- 설창희
- 장태민
- 이기섭 : 이은주 강간사건 증인 역 - 사건 당시 응급실 당직의, 장대석의 후배
- 박선임 : 하나 역 - 서중원을 만나던 여자
- 문아람 : 최윤진 역 - 호텔 직원
- 정다운 : 김예지 역 - 이은주의 친구
- 강정구
- 송영학 : 정한욱을 체포하러 온 형사 역
- 이현배 : 서재문 사건의 담당 판사 역
- 조순창 : 교통경찰 역
- 이윤상 : KJ물산 재무담당 이사 역 - 서재문이 위스키 6잔을 마셨다고 증언한 인물
- 박철민
- 김광태
- 이규섭 : 철구 역
- 정선아
- 임평순
- 조휘 : 최상일의 이혼 변호사 역
- 도율곡
- 김봉수 : 사이 요이치 역
- 박주용
- 윤다경 : 김동현의 어머니 역
- 김정영 : 정재열의 어머니 역 - 한때 김혜경 변호사와 친분이 있었다가, 이태준 사건 이후 연락하지 않음
- 정재민 : 정재열 역
- 정연욱 : 김동현 역
- 강신구
- 서동갑
- 류창우
- 장인호
- 김재흠
- 이은실
- 성현미
- 김보리
- 한대룡
- 추귀정 : 김희애 역 - 이효진의 존엄사 관련 사건 판사
- 나철 : 나중기 역 - 이효진의 사실혼 관계인 남편
- 전석찬 : 이효진의 오빠 역
- 박태성 : 우성 역 - 이효진의 주치의, 중원의 친구, 피고측 증인
- 홍서준 : 산부인과 전문의 역 - 이효진 관련 원고측 증인
- 한태일 : 이효진의 친척어른 역
- 김태랑
- 김지은 : 이효진 역
- 김미혜 : 존엄사 관련 보도한 CNB 뉴스 김미혜 기자 역
- 김재철
- 권기주
- 강성철 : 병원 보안팀 요원 역
- 강찬양
- 최남욱
- 서현우 : 백민혁 역 - 검사
- 강동엽
- 서현철 : 손병호 역 - 부장판사, 이태준 사건 판사
- 김태환
- 정종우
- 최현정
- 신동은
- 황윤걸
- 정수인
- 성낙경
- 하지은
- 이주석 : 판사 역
- 박지아 : 의원 역
- 김태환
- 김민광
- 최익준
- 임재근
- 고아침
- 백준혁
- 김성탁 : 김우열 역 - 김단이 검찰청에 있을 때 동료
- 엄수정 : 지은 역 - 박정진의 아내
- 강기둥 : 정시연의 남자친구 역
- 이명행 : 박정진 역
- 장도윤
- 김보현 : 정시연 역
- 조혜진
- 정예지
- 진기주 : 송희수 역
- 장준호 : 로펌 MJ 해고 변호사 역
- 이익준 : 남학생 검사 역
- 박익준
- 김형기
- 김도해
- 강민서
- 민예지
- 박주희 : 도한나 역
- 서병덕
- 공정환
- 이상화
- 이종은
- 김준원 : 장재호 역
- 박선영
- 우혜영
- 하진
- 이시온
- 김민상 : 구병호 역
- 이지연
- 김호정
- 민정섭 : 회계사 직원 역
- 천예원
- 최승윤
- 정현석
- 조연우
- 이해
- 정아미 : 권여선 역
- 이미경
- 구지혜 : 수진 역
- 김수진
- 김선영
- 김세아
- 조영인
- 이창직 : 판사 역
- 박미숙
- 한다은 : 이지연 역
- 정원태
- 여운복
- 강문경
- 박용 : 판사 역
- 염정구
- 서명찬
- 조혜선
- 박지연
- 용경빈
- 이동규

### 특별출연
- 박정수 : 오정임 역 - 이태준의 어머니
- 윤현민 : 김새벽 역 - 김혜경의 남동생

## 시청률
최저 시청률과 최고 시청률은 시청률 조사회사와 지역별로 시청률에 차이가 있을 수 있습니다.
| 2016년 | 2016년   | 2016년     | 2016년      |
| 회차   | 방송일   | AGB 시청률 | TNmS 시청률 |
| ------ | -------- | ---------- | ----------- |
| 제1회  | 7월 8일  | 3.966%     | 3.2%        |
| 제2회  | 7월 9일  | 3.765%     | 3.0%        |
| 제3회  | 7월 15일 | 4.771%     | 4.9%        |
| 제4회  | 7월 16일 | 4.503%     | 3.2%        |
| 제5회  | 7월 22일 | 5.382%     | 5.1%        |
| 제6회  | 7월 23일 | 3.954%     | 3.4%        |
| 제7회  | 7월 29일 | 5.183%     | 3.8%        |
| 제8회  | 7월 30일 | 3.887%     | 2.7%        |
| 제9회  | 8월 5일  | 4.818%     | 4.4%        |
| 제10회 | 8월 6일  | 4.313%     | 4.2%        |
| 제11회 | 8월 12일 | 4.455%     | 4.4%        |
| 제12회 | 8월 13일 | 4.222%     | 4.0%        |
| 제13회 | 8월 19일 | 5.203%     | 4.3%        |
| 제14회 | 8월 20일 | 4.108%     | 3.3%        |
| 제15회 | 8월 26일 | 5.921%     | 4.6%        |
| 제16회 | 8월 27일 | 6.232%     | 5.3%        |

## 동시간대 드라마
JTBC 금토 드라마
- 《마녀보감》 : (2016년 5월 13일 ~ 2016년 7월 16일)
- 《청춘시대》 : (2016년 7월 22일 ~ 2016년 8월 27일)

## 다시 만들다
베트남에서 "Hành trình công lý"라는 제목으로, 2022년 10월 10일 VTV3 채널에서 방영. VFC 제작 영화-베트남 텔레비전 방송국의 텔레비전 제작 센터.